# Monoamin-oxidáz A

A MAOA gén a humán X kromoszóma rövid (p) karjának 11.3 sávján van.

A monoamin-oxidáz A, röviden MAO-A a MAOA gén által kódolt enzim (EC 1.4.3.4). E gén egyike az aminokat, például dopamint, noradrenalint és szerotonint oxidatívan deamináló mitokondriális enzimeket kódoló két szomszédos géncsaládtagnak. E gén egyik mutációja Brunner-szindrómát okoz. Számos más pszichiátriai betegséggel, például antiszociális viselkedéssel is összefüggésbe hozták. Alternatív splicinggal keletkező, több izoformát kódoló változatokat is megfigyeltek.

## Szerkezetek

### Gén
A monoamin-oxidáz A, röviden MAO-A a MAOA gén által kódolt enzim. Promotere az Sp1, a GATA2 és a TBP állandósult kötőhelyeit tartalmazza. E gén egy hasonló gén, az X kromoszóma másik szálán lévő MAOB szomszédja.
Emberben 30 bázisos különböző számú alkalommal ismétlődő szekvencia van a MAO-A promoterében. Ennek vannak 2R (2 ismétlődés), 2,5R, 3R, 3,5R, 4R és 5R változatai, a 3R és 4R a leggyakoribbak. A promoter különböző változatai egy amerikai minta különböző etnikai csoportjaiban különböző gyakorisággal találhatók meg.
A MAOA gén expressziójának metilációval való epigenetikai módosítása fontos lehet nőkben. Egy 2010-es tanulmány a férfiakban nagyon alacsony, a nőkhöz képest kevéssé változó arányú, de jobban öröklődő MAOA-metilációt talált.

### Fehérje
A MAO-A és a MAO-B aminosav-szekvenciája 70%-ban azonos. Így szerkezetük is hasonlít. A MAO-A és a MAO-B flavin-adenin-dinukleotid-kötő N-terminális doménből, egy központi aminszubsztrátkötő doménnől és egy külső mitokondriális membránba ágyazott C-terminális α-hélixből áll. A MAO-A szubsztrátkötő ürege kicsit nagyobb a MAO-B-énél, ez okozhatja a katalitikus aktivitás kis eltérését, melyet kvantitatív szerkezet-aktivitás kapcsolati kísérlet is kimutatott. Mindkét enzim viszonylag nagy, 60 kDa-os és feltehetően élő sejtekben dimerként működnek.

## Funkció
A monoamin-oxidáz A az elsődleges arilalkil-aminok, például neurotranszmitterek oxigéndependens oxidációját katalizálja. Ez ezek lebontásának első lépése. A termékek amegfelelő aldehid, hidrogén-peroxid és ammónia:
{\displaystyle {\ce {RCH2NH2 + O2 + H2O ->RCHO + H2O2 + NH3}}}
E reakció feltehetően 3 lépésben történik. Először az amin a megfelelő iminné oxidálódik, a FAD redukálódik FADH2-re. Ezután az oxigén felveszi a FADH2 két hidrogénjét, H2O2-ot adva és visszaadva a FAD-ot. Végül az imin hidrolizál, ammóniát és az aldehidet adva.
A MAO-B-nél nagyobb a MAO-A specificitása a szerotoninra és a noradrenalinra, a dopaminra és a tiraminra hasonló affinitásúak.
A MAO-A a normál agyműködés fontos szabályzója. A központi idegrendszerben legnagyobb mértékben az agytörzs, a hipotalamusz, az amigdala, a habenula és a nucleus accumbens, a legkisebb mértékben a talamusz, a gerincvelő, az agyalapi mirigy és a kisagy expresszálja. Expresszióját az Sp1, a GATA2 és a TBP cAMP-dependensen szabályozza. A MAO-A-t kifejezik szívizomsejtek a stresszre válaszolva.

## Klinikai jelentősége

### Rák
A MAO-A amin-oxidáz, mely befolyásolja a karcinogenezist. A klorgilin megakadályozza a melanómasejtek apoptózisát in vitro. A kolangiokarcinóma megakadályozza a MAO-A-expressziót, és a nagyobb MAO-A-expressziójú betegekben kevesebb áttét alakult ki, és jobb volt az előrejelzés és a túlélési arány.

### Szív- és érrendszeri betegségek
A MAOA-aktivitás az ischaemiás reperfúzió utáni szívsérüléshez és apoptózishoz kapcsolódik.

### Viselkedési és neurológiai rendellenességek
Kapcsolat van az alacsony aktivitású MAOA gén és az autizmus közt. A MAOA gén mutációja monoamin-oxidáz-hiányt (Brunner-szindróma) okoz. A MAO-A-hoz kapcsolódó további betegségek az Alzheimer-kór, az agresszió, a pánikzavar, a bipoláris zavar, a major depresszív zavar és a figyelemhiányos hiperaktivitás-szindróma. Az önszabályozást „plaszticitásallélek” szabályozhatják, ahová a 2R és a 3R is tartoznak, ahol „minél több plaszticitásallél volt a férfiakban (de nem a nőkben), annál jobban, illetve kevésbé szabályozták magukat támogató, illetve nem támogató nevelésben”.

#### Depresszió
Az agyban pozitronemissziós tomográfia révén mért MAO-A-szintek a major depresszív zavarban lévő betegek esetén átlagosan 34%-kal nagyobbak. A magas aktivitású MAOA-változatok és a depresszió közti genetikaikapcsolat-vizsgálatok eredménye vegyes: egyes tanulmányok a magas aktivitású MAOA-t nőkben a depresszióval, férfiakban a depressziós öngyilkossággal, a depresszióval és az alvászavarral, illetve mindkét nemben a major depresszióval.
Más tanulmányok nem találtak összefüggést a magas aktivitású MAOA-változatok és a depresszió közt. A major depressziós betegek közt a legmagasabb aktivitású enzimváltozatot kódoló MAOA G/T polimorfizmussal rendelkezők jelentősen alacsonyabb mértékű placeboválaszt mutattak, minta a más genotípusúak.

#### Antiszociális viselkedés
Emberben a 2R VNTR és a súlyos bűncselekmények valószínűségének növekedése közt összefüggést találtak. Stresszel, például családi gondokkal, alacsony népszerűséggel vagy rossz iskolai teljesítménnyel együtt MAOA VNTR 2R-allélje az erőszakos bűncselekmények rizikófaktora.
A MAO-A gén 3R változata és az antiszociális viselkedés néhány típusa közt is lehet összefüggés: a magas MAO-A-szinteket okozó génekkel rendelkező rosszul kezelt gyermekek ritkábban lettek antiszociálisak. Az alacsony MAO-A-aktivitás a gyermekkori bántalmazással együtt nagyobb kockázatot jelent a felnőttkori agresszív viselkedésre, és az alacsony aktivitású MAOA-allélű férfiak genetikailag sebezhetőbbek voltak a büntető magatartásra, mely az antiszociális viselkedést előrejelezheti. A magas tesztoszteronszint, a terhesség alatt dohányzó anya, a rossz anyagi körülmények, az iskolaelhagyás és az alacsony IQ összefüggnek az alacsony aktivitású alléllel rendelkező férfiakkal. Egy 2014-es metaanalízis szerint a 3R allélnek kis, nem szignifikáns hatása volt az agresszióra és az antiszociális viselkedésre más tényezők hiányában. A metodológiai tényezők miatt ez a szerzők szerint nem támasztja alá a hatást.
A MAO-A gén volt az antiszociális viselkedés első jelölt génje, és „nagy, többgenerációs és hírhedten erőszakos holland rokonság molekuláris genetikai elemzésével” azonosították. Egy finn rabokon végzett kísérlet szerint a MAOA-L (alacsony aktivitású) genotípus, mely alacsony dopaminbontási sebességet okoz, összefügghet a rendkívüli erőszakossággal (legalább 10 elkövetett vagy megkísérelt emberölés vagy testi sértés).
Azonban egy nagy genomszintű összefüggés-tanulmány nem talált a MAOA gén esetén nagy vagy jelentős hatást az agresszióra. Egy másik, az antiszociális személyiségzavaron végzett kutatás se talált a MAOA génnél jelentős hatást. Egy tanulmány, bár egy jelöltgénkeresésből talált hatásokat, nem talált bizonyítékot nagy GWAS-ban. A humán és a patkánygenom tanulmányai, a Mendel-randomizációs tanulmányok és az ok-okozati útvonalelemzések se találtak a MAOA és az agresszió összefüggésére erős bizonyítékot. A megismételhetetlenséget a jelöltgénkutatás ismert hibái okozhatják, mely sok jelentős hamis pozitívot adhat.

#### Agresszió és a „harcosgén”
A MAOA gén VNTR promoterének alacsony aktivitású változatait „harcosgénnek” is nevezik. Az alacsony aktivitású MAOA-változattal rendelkező, kizárással szembesülő emberek nagyobb mértékű agressziót mutattak ki, mint a magas aktivitású MAO-A-val rendelkezők. Az alacsony aktivitású MAO-A előrejelezheti az agresszív viselkedést erős provokáció esetén: alacsony aktivitású gén esetén valószínűbb volt (70 tagú mintából 75% a 62%-kal szemben) az elégtételi akarat, és a kívánt elégtétel is nagyobb volt, szemben a normál MAOA-változattal, nagy veszteség esetén.
A MAOA gén hatása az agresszióra egyesek szerint erősen túlzó. A MAOA gén hatása még gyermekkori bántalmak esetén is csak csekély. A társított allélekkel rendelkező legtöbb ember nem követett el erőszakos tettet.

#### Jogi következmények
Egy, az Amerikai Egyesült Államokban történt 2009-es bűnügyi tárgyaláson egy, a „harcosgénen” és a bántalmazáson alapuló érvet sikeresen használtak az előre kitervelt gyilkossággal való vád és a halálbüntetés elkerülésére, az elkövetőt azonban 32 év börtönbüntetésre ítélték. Egy másik esetben egy embert szándékos emberöléssel vádoltak előre kitervelt helyett, miután egy génteszt az alacsony aktivitású MAOA-változatot mutatta ki nála. A németországi bírók nagyobb valószínűséggel ítélnek vádlottakat gyógykezelésre annak MAOA-L genotípusa esetén.

#### Epigenetika
A MAOA gén metilációja nőkben összefügg a nikotin- és alkoholfüggőséggel. Egy másik MAOA VNTR promoter, a P2 befolyásolja az epigenetikai metilációt, és szerepe lehet nőkben a gyermekbántalmazás és az antiszociális rendellenesség tünetei kapcsolatában. Egy 34 nem dohányzó férfin végzett tanulmány szerint a gén metilációja befolyásolhatja agyi expresszióját.

## Állatkísérletek
A nem működő MAOA gén egerekben nagyobb agressziót okoz, és összefüggésbe hozták az emberi agresszió nagyobb mértékével is. Egerekben a nem működő MAOA gén inzertációs mutagenezissel (Tg8) hozható létre. A Tg8 transzgenikus egérfajta, melyben nincs jelen működő MAO-A enzim. Az ilyen egerek a betolakodó egerekkel szemben agresszívabbak voltak.
Az ilyen egerek által mutatott agresszió volt például a területi, a predációs és az izolációindukált agresszió. Ez utóbbi alapján a MAO-A-hiány feltehetően a szociális interakciók zavarát is okozhatja. Emberekben és egerekben is igazolták, hogy a MAOA gén 8. exonjának nonszensz mutációja a teljes MAO-A-hiány miatti impulzív agressziót okoz.

## Kölcsönhatások

### Transzkripciós faktorok
Számos transzkripciós faktor kötődik a MAO-A promoteréhez, növelve az expresszióját. Ilyenek például az Sp1 transzkripciós faktor, a GATA2 és a TBP.

### Induktorok
A MAO-A-expressziót növelő szintetikus vegyület például a valproinsav (Depakote)

### Inhibitorok
A MAO-A-t gátló anyagok például:

### Szintetikus vegyületek
- Befloxaton (MD370503)
- Brofaromin (Consonar)
- Cimoxaton
- Klorgilin (irreverzibilis)
- Metilénkék
- Minaprin (Cantor)
- Moclobemid (Aurorix, Manerix)
- Fenelzin (Nardil)
- Pirlindol (Pirazidol)
- Toloxaton (Humoryl)
- Tyrima (CX 157)
- Tranilcipromin (nonselective and irreversible)

### Természetes vegyületek
- Inkarviaton A
- Növényi anyagok:
  - Fokhagyma
  - β-Karbolin-alkaloidok (szíriai rutafű, golgotavirág, dohányfüst, Banisteriopsis caapi)
    - Harmin
    - Harmalin

  - Izokinolin-alkaloidok
  - Piperin (feketebors)[62]
  - roziridin[63] (in vitro)

Sablon:Div col end

## Fordítás
Ez a szócikk részben vagy egészben  a   Monoamine oxidase A című angol Wikipédia-szócikk ezen változatának fordításán alapul.  Az eredeti cikk szerkesztőit annak laptörténete sorolja fel. Ez a jelzés csupán a megfogalmazás eredetét és a szerzői jogokat jelzi, nem szolgál a cikkben szereplő információk forrásmegjelöléseként.